# Болотянка чорногорла
Болотянка чорногорла (Setophaga citrina) — вид горобцеподібних птахів родини піснярових (Parulidae).

## Поширення
Гніздиться на сході США і на півдні Канади (Онтаріо). Зимує в Центральній Америці та Вест-Індії. Болотянки є дуже рідкісними бродягами в Західній Європі.

## Опис
Оперення верхньої частини тіла від оливково-зеленого до зеленувато-коричневого. Черево на обличчя жовті. У самця верхня частина голови чорна, а чорне оперення тягнеться, як капюшон, від вух до горла та верхньої частини грудей.

## Спосіб життя
Птахи харчуються комахами, яких вони виловлюють у низькій рослинності або ловлять на польоті. Вони влаштовують чашеподібні гнізда близько до землі в кущах або траві. Кладка складається з трьох-п'яти яєць. У гнізда болотянки часто підкидає свої яйця вашер буроголовий (Molotrus ater).